# Webmotors
A Webmotors foi criada em 1995 e foi a primeira startup brasileira — de abrangência nacional — a oferecer uma forma de comprar e vender carros e motos totalmente on-line.
Suas soluções abrangem todo o ciclo de vida do veículo, desde a compra e venda por meio de seu marketplace até assinatura de carros e cuidados com o veículo, com uma vertical dedicada a serviços automotivos.
Sendo o primeiro catálogo e classificado on-line automobilístico brasileiro, definição inicial da Webmotors, a empresa foi idealizada por Sylvio de Barros e desenvolvida com Marcelo Zamprogna Krug e a Team Systems, empresa de soluções para internet no Brasil.
Em 2002, foi 100% adquirida pelo ABN AMRO Real (Banco Real) — por intermédio da Aymoré — que, por sua vez, foi comprado em 2008 pelo Banco Santander, levando a Webmotors a fazer parte do Grupo Santander.
Em 2013, o Banco Santander vendeu 30% da Webmotors para a Carsales, atualmente Car Group, empresa líder no mercado de classificados de veículos on-line na Austrália e que mantém atividades na China, Nova Zelândia, Tailândia, Malásia, Singapura, Indonésia, Argentina, México e Emirados Árabes.
Em 2023, a Carsales ampliou sua participação se tornando acionista majoritária da Webmotors ao adquirir mais 40% da fatia do Santander pelo valor de R$ 1,240 bilhão, com valuation de R$ 3,1 bilhões por 100% da Webmotors. Com a conclusão da operação, a Webmotors passou a contar com a estrutura acionária que possui atualmente, com 70% pertencente à CAR Group e 30% ao Santander. 
Em 2024, foi classificada como o 16º maior marketplace automotivo do mundo e o portal mais bem ranqueado da América Latina, segundo o AIM Group, empresa especializada em inteligência de mercado nos setores automotivo, imobiliário e de recrutamento. 

## Aquisições
A Webmotors também adquiriu algumas empresas ao longo de sua trajetória:
- MeuCarango é o representante Webmotors no Rio Grande do Norte. Um dos líderes de audiência, que foi adquirido em 2012;[12]
- CompreAuto é o representante Webmotors no interior de São Paulo, também foi adquirido em 2012;[13]
- BuscaCarros é o representante Webmotors no Sul do Brasil. Foi adquirido em 2015, e contém 6 submarcas ao todo espalhadas por Rio Grande do Sul, Paraná e Santa Catarina;[14]
- Loop, adquirida em 2018, é uma empresa 51% Webmotors e 49% Estapar que realiza leilões de carros on-line, além de fazer a curadoria “concierge” de veículos, desde o anúncio até a entrega do carro e dinheiro;[15]
- Car10, adquirida em 2021, conta com uma rede de mais de 8 mil oficinas mecânicas credenciadas espalhadas pelo Brasil;[1]

## Serviços
A Webmotors é voltada para vendedores pessoa física e jurídica e compradores. Todos os meses, 35 milhões de pessoas acessam o marketplace em busca de um veículo. Para isto, a empresa conta com mais de 400 mil veículos disponíveis para venda e mais de 17 mil lojas parceiras, além dos vendedores pessoas físicas. Para auxiliar na compra do veículo, a Webmotors oferece um ambiente seguro e confiável, com anúncios verificados e diversas opções de filtros para encontrar o veículo ideal. 
Para pessoa física, os clientes possuem um ambiente chamado Garagem para anunciar seu carro sem sair de casa. Nele, ainda existe um chat, para que os usuários negociem na própria plataforma de maneira segura.
Por ser uma empresa do Grupo Santander, a Webmotors tem taxas e descontos específicos para financiar veículos. Essas taxas especiais ocorrem principalmente nos eventos de Feirões, que acontecem dentro do site, além de festival de ofertas de veículos, com descontos para alguns grupos de carros e motos.
A jornada de compra da Webmotors é integrada com a simulação de financiamento do Santander para clientes que buscam por condições de pagamento e crédito na compra de veículos (carros e motos) diretamente pelo site.

## Produtos
Dentre os produtos da Webmotors voltados para compra e venda de carros e motos estão:
- CarDelivery: serviço Webmotors para que os clientes possam comprar um carro sem sair de casa.  As lojas parceiras que oferecem esse serviço contam com negociação e atendimento 100% on-line e ainda cuidam da documentação e entrega do carro para o comprador.[18]
- Troca+Troco: serviço Webmotors para os clientes que querem trocar de carro por um de valor menor e receber a diferença de valor em dinheiro.[19]
- VideoChamada: serviço Webmotors para o comprador agendar uma conversa por vídeo com as lojas parceiras e conseguirem ver o carro 100% on-line.
- Autopago: serviço Webmotors que faz a intermediação de pagamento entre comprador e vendedor.[20] Os clientes não precisam se preocupar qual transferência deve vir primeiro, a do veículo ou do dinheiro, evitando preocupações e dores de cabeça. Além de verificar os perfis de comprador e vendedor para prevenção de fraude antes do processo iniciar.[21]

## Serviços direcionados a lojas, concessionárias e montadoras
Para pessoa jurídica, existe a plataforma Webmotors para anunciar os carros da loja, além de produtos — como o “Cockpit” — que auxiliam na coleta de dados e performance para melhorar as vendas e fazer a gestão do estoque.
A plataforma Cockpit foi lançada em 2018 e é uma das primeiras do mercado a oferecer serviços de gestão de compra e venda de veículos e a abranger um ecossistema completo do lojista ou concessionário. Entre as soluções oferecidas do Cockpit, estão:
- Estoque: gestão de estoque de veículos com possibilidade de integração do anúncio de diversas plataformas de classificados (como OLX e Mercado Livre) e inteligência para precificação, compra e venda;
- Repasse: solução de compra e venda de veículos direcionada ao mercado B2B com ofertas de carros e motos de lojas e parceiros;
- Autoguru: inteligência artificial da Webmotors conectada nas soluções do Cockpit para orientação, consulta e recomendação de melhores práticas de mercado focadas em performance das lojas e concessionárias parceiras;[23]
- CRM: com três diferentes módulos — CRM, CRM SMART e CRM + SMART —, ele faz a gestão de clientes, integração de meios de comunicação para atendimento ao cliente pela visão do lojista (que inclui, por exemplo, integração com Whatsapp nativa), serviço de videochamada (agendamento e contato com plataforma nativa de vídeo), visão 360º de clientes com dados sobre buscas anteriores e interesses na plataforma, solução de pós-venda, gerenciamento de propostas com prospecção de financiamento e inteligência Santander;[24]
- Universidade e Universidade EAD: cursos, trilhas educacionais, treinamentos e capacitações online sobre universo automotivo, trazendo dicas e melhores práticas para vendedores, gestores de negócio e aulas ao vivo que ajudam as lojas e concessionárias a terem o máximo de aproveitamento das ferramentas do Cockpit, gerenciamento de leads e propostas, práticas de negociação e venda, gestão de marketing digital e muito mais. As aulas são oferecidas tanto na versão presencial quanto online na sua versão EAD.[25]